# دان دلیلو
دان دلیلو (انگلیسی: Don DeLillo؛ زادهٔ ۲۰ نوامبر ۱۹۳۶) نویسنده، نمایش‌نامه‌نویس، فیلم‌نامه‌نویس، پدیدآور و رمان‌نویس اهل ایالات متحده آمریکا است.
«دان دلیلو» در تاریخ ۲۰ نوامبر ۱۹۳۶ در یک خانواده کاتولیک ایتالیایی طبقه کارگر به دنیا آمد. در نوجوانی علاقهٔ چندانی به نوشتن نداشت. او تابستان‌ها به عنوان پارکبان، ساعت‌ها وقت خود را صرف راهنمایی و پارک ماشین‌ها می‌کرد. پس از فارغ‌التحصیلی از دانشگاه «فوردهام» در «برونکس» با مدرک لیسانس در رشته هنرهای ارتباطی در سال ۱۹۵۸ به حرفه آگهی‌نویسی روی آورد. وی بارها شغل خود را رها کرد و سرانجام به همان حرفه نویسندگی روی آورد. «من دیگه نمی‌خواستم کار کنم. ای کاش زودتر شروع می‌کردم، ولی آماده نبودم. من رمان‌هایی در سرم داشتم ولی روی کاغذ کم می‌آوردم. آنها هیچ هدف مشخصی نداشتند و به هیچ خواسته‌ای تن در نمی‌دادند. در سال ۱۹۶۰ شروع کردم روی اولین رمان‌ام کار کردن. پیش از این چند داستان کوتاه نوشته بودم.»
نخستین مجموعه داستان کوتاه‌اش با نام «The River Jordan» در سال ۱۹۶۰ منتشر شد و از آن پس تاکنون وی تقریباً بیست مجموعه داستان کوتاه و شانزده رمان منتشر کرده‌است.
دلیلو یکی از چهار نویسنده بزرگ زمان‌اش شناخته می‌شود که توانسته بالغ بر بیست و پنج جایزه معتبر جهانی را از آن خود کند، نخستین جایزه را در سال ۱۹۷۹ و آخرین جایزه را در سال ۲۰۱۰ دریافت کرد. خودش می‌گوید بسیار متأثر از جیمز جویس، ویلیام فاکنر و ارنست همینگوی می‌باشد.
دلیلو رمان‌نویسی پُست مدرن است که تحت تأثیر جاز، فیلم‌های خارجی و اکسپرسیونیسم ذهنی است.
«سر و صدای سفید» هشتمین رمان دلیلوست که در سال ۱۹۸۵ منتشر شد و در همان سال جایزه «کتاب ملی» و «حلقه منتقدان کتاب ملی» را از آن خود کرد.
ویژگی‌های اصلی آثار دلیلو دربارهٔ موضوع جنگ اتمی، عصر دیجیتالی، جنگ سرد، تروریسم بین‌المللی، هنر و پیچیدگی‌های زبانی است. عدم قطعیت از برجسته‌ترین حوزه پست مدرنیستی «سر و صدای سفید» است. چند-شقگیِ راویِ اصلی رمان با به هم ریختگی خانوادگی، درگیر شدن با مسئلهٔ بزرگ جهانی، اضطراب و نگرانی موجود در عصر حاضر و از همه مهم‌تر مسئله «ترس از مرگ» و ترسِ از دست دادنِ وابستگی‌ها و دلبستگی‌های انسانی، همه و همه رمان حاضر را به یکی از رمان‌های برجسته آمریکایی بدل کرده‌است.
رمان حاضر گفتگو و اتفاقات پیرامون روای اصلی- شوهر و زن‌اش- بابت، که هر دو استاد دانشگاه‌اند، به پیش می‌رود. اغتشاش¬، چه در خانواده و چه در جامعه، جنگ، تلاش برای احیاء جنبش‌های کمونیستی، درگیر شدن با حوادث دست‌وپاگیر عصر مدرن و پسامدرن، آلودگی‌ها و… در لایه لایه‌های رمان پنهان‌اند. «سر و صدای سفید» رمانی سیاسی، جنگی و البته ضدّ سیاست و ضدّ جنگ است. رمان دارای بار هستی شناسانهٔ مرگ و زندگی است، مرگ از نوع معاصرش.
دنیای معاصر دنیای پیچیده‌ای است. از یک سو جهانِ پیشرفت‌های بی‌بدیل انسانی، با کشف عالمانهٔ بی‌نظیر جهان، و از دیگر سو، جهان حضیض‌ها و پستی‌ها، جهانِ درگیری‌ها و نزاع بشری، جنگ، ترور، کشت و کشتار، نابودی انسان توسط همان کشفیّات بی‌بدیل عالمانه است. انسان آفریده شد تا به دست خود به قتل خود برخیزد، و هر روز که می‌گذرد بیشتر به رذالت نزدیک می‌شود.
لحظه به لحظهٔ رمان سرشار است از حسّی خانه¬ براندازانه که گاه ساعت‌ها مرا به خود مشغول می‌داشت؛ و از این بابت، کار ترجمه- لحظه به لحظه- دچار وقفه می‌شد. با این همه، ارزشِ این را داشت که به سرانجام برسد و خواننده فارسی‌زبان برای نخستین بار با رمان دان دلیلو آشنا شود – و فرصتی اگر بود با دیگر آثار وی.
دلیلو هم اینک در حومه شهر «برونکس ویل» در نیویورک زندگی می‌کند.
وی همچنین برنده جوایزی همچون جایزه ایمپک دوبلین شده‌است.

### آثار ترجمه‌شده به فارسی
- نام‌ها (۱۹۸۲)، ترجمهٔ مجتبی ویسی، نشر ورا.
- برفک (۱۹۸۵)، ترجمهٔ پیمان خاکسار، انتشارات چشمه؛ سروصدای سفید، ترجمهٔ محمدصادق رئیسی، انتشارات روزگار.
- مائوی دوم (۱۹۹۱)، ترجمهٔ مجتبی ویسی، نشر بوتیمار.
- پافکو پای دیوار (۱۹۹۲)، ترجمهٔ مجتبی ویسی، انتشارات وال.
- بادی آرتیست (۲۰۰۱)، ترجمهٔ منصوره وفایی، نشر نی.
- ‏‫جهانشهر‬ (۲۰۰۳)، ترجمهٔ مجتبی ویسی، نشر ورا.
- به خاک افتاده (۲۰۰۷)، ترجمهٔ محمدصادق رئیسی، انتشارات سولار.[۲]
- خون عشق دروغین (۲۰۰۹)، ترجمهٔ پدرام لعل‌بخش، انتشارات افراز.
- نقطه امگا (۲۰۱۰)، ترجمهٔ کیهان بهمنی، نشر روزنه.
- کی صفر (۲۰۱۶)، ترجمهٔ کیهان بهمنی، سهیل سمی، نشر چترنگ.
- سکوت (۲۰۲۰)، ترجمهٔ مجتبی ویسی، انتشارات وال.
- گرسنگی‌کشیده، ترجمه‌ی سعدی گل‌بیانی، نشر چشمه